# Долгое прощание (фильм, 2004)
«Долгое прощание» — художественный фильм Сергея Урсуляка, экранизация одноимённой повести Юрия Трифонова.

## Сюжет
Время действия картины — «тусклый, межеумочный 1952 год». Молодая актриса Ляля заводит роман с обласканным властями драматургом Смоляновым и получает благодаря этому главные роли в постановках по его пьесам. При этом она по-прежнему привязана к своему мужу Грише — непризнанному автору. Ляля надеется, что влиятельный поклонник поспособствует развитию его карьеры. Однако этим планам не суждено сбыться. Любовный треугольник оказывается крайне недолговечным, но воспоминания об этой истории герои проносят через всю свою жизнь. Лишь по прошествии десятилетий они понимают, что были тогда счастливы.

## В ролях
- Полина Агуреева — Ляля Телепнёва
- Борис Каморзин — Николай Смолянов
- Андрей Щенников — Григорий Ребров
- Константин Желдин — Пётр Александрович, отец Ляли
- Татьяна Лебедькова — Ирина Игнатьевна, мать Ляли
- Генриетта Егорова — Тамара Игнатьевна, тётя Ляли
- Евгений Киндинов — Григорий Ребров (в старости)
- Валентина Шарыкина — Ляля Телепнёва (в старости)
- Владимир Щербаков — Александр Васильевич Агабеков
- Александр Клюквин — Герман Владимирович Смурный, директор театра
- Александр Галевский — актёр театра
- Галина Коновалова — актриса театра
- Нина Нехлопоченко — эпизод
- Инна Кара-Моско — актриса театра
- Анна Антоненко-Луконина — Анна Васильевна
- Пётр Меркурьев — завлит театра Борис Миронович Маревин (Боб)

## Художественные особенности
- Фильм преимущественно состоит из чёрно-белых кадров.
- Некоторые реплики и мотивы взяты из других произведений Юрия Трифонова (в частности, фрагмент театральной постановки пьесы Смолянова — перенесенный на сцену финал романа «Студенты»). Создатели ленты, по их словам, стремились таким способом передать дух прозы этого автора и особенности его повествовательной манеры — где-то пунктирной, а где-то очень подробной[1].
- Песню «Моя маленькая» на стихи Марины Цветаевой написала Полина Агуреева (указано в титрах фильма).
- Лейтмотивом звучит Адажио из 23 концерта для ф-но с оркестром Моцарта.

## Награды
- 2004 — Премия имени Мирона Черненко «За виртуозную режиссёрскую работу по переводу прозы Юрия Трифонова на язык кино» в рамках Премии «Золотой Овен».
- 2004 — Премия «Золотой Овен» за лучшую главную женскую роль (Полина Агуреева).
- 2004 — Премия «Золотой Овен» за лучшую мужскую роль второго плана (Борис Каморзин).
- 2004 — Премия за лучшую женскую роль на фестивале «Кинотавр» (Полина Агуреева).
- 2004 — Приз Гильдии кинорежиссёров России на Международном фестивале фильмов о правах человека «Сталкер» в Москве.
- 2005 — Приз за лучшую операторскую работу им. А. Москвина на кинофестивале «Литература и кино» в Гатчине.
- 2005 — Приз жюри за лучшую женскую роль на кинофестивале «Литература и кино» в Гатчине.
- 2005 — Приз читательского жюри на кинофестивале «Литература и кино» в Гатчине.